# Edith Grey Wheelwright

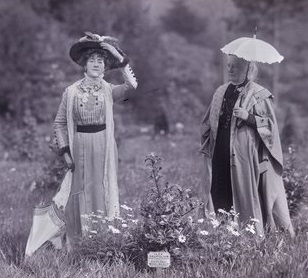
Edith Wheelwright e Lilias Ashworth Hallett, 1911

Edith Gray Wheelwright (1868 - 24 de setembro de 1949) foi uma escritora e botânica britânica. Ela serviu como Secretária do Ramo de Bath da União Nacional das Sociedades de Sufrágio Feminino (NUWSS) de 1909 a 1913.

## Biografia
Wheelwright nasceu em 1868 em Crowhurst, Surrey . Ela estudou botânica e geologia em Oxford.
Ela foi autora de três romances; A Vingança de Medeia (1894), Anthony Graeme (1895) e Um Despertar Lento (1902). Além disso, escreveu para as publicações Girl's Own Paper e Great Thoughts. Nos seus últimos anos escreveu cinco livros sobre plantas medicinais e jardinagem. Ela começou uma amizade com Beatrix Potter por causa do seu interesse mútuo em plantas.
Wheelwright inicialmente envolveu-se com o movimento sufragista britânico através da União Social e Política das Mulheres (WSPU), mas saiu porque preferia a postura não militante da União Nacional das Sociedades de Sufrágio Feminino. Ela foi secretária do Ramo de Bath do NUWSS de 1909 a 1913.
Wheelwright faleceu no dia 24 de setembro de 1949, em Clevedon, vítima de envenenamento acidental por gás de carvão.